# شعب الصغير (المخادر)

تعديل مصدري - تعديل

شعب الصغير محلة تابعة لقرية العراري، التابعة لعزلة السحول بمديرية المخادر إحدى مديريات محافظة إب في الجمهورية اليمنية، بلغ تعداد سكانها 56 حسب تعداد اليمن لعام 2004.